# Amphisphaerella amphisphaerioides
Amphisphaerella amphisphaerioides är en svampart som först beskrevs av Sacc. & Speg., och fick sitt nu gällande namn av Wilhelm Kirschstein 1934. Amphisphaerella amphisphaerioides ingår i släktet Amphisphaerella, ordningen kolkärnsvampar, klassen Sordariomycetes, divisionen sporsäcksvampar och riket svampar.   Inga underarter finns listade i Catalogue of Life.